# Karel Bittner
Karel Bittner (15. srpna 1965 v Českém Brodě – 17. ledna 2014 v Drážďanech) byl český výtvarník a sochař, který od 1989 žil převážně v Německu. Zemřel na rakovinu plic.

## Život
Karel Bittner se narodil v Českém Brodě. V roce 1969 jeho rodina, která má německé kořeny, uprchla kvůli politické situaci z Úval do Německa. Do Hannoveru se dostala přes přijímací tábor Zirndorf. Po uvolnění napjatých poměrů způsobených ruskou okupací po Pražském jaru se rodina Bittnerových kolem roku 1976 vrátila do Československa. Bittner prožil mládí v Úvalech.
V roce 1981 nastoupil Karel Bittner na přímluvu svého otce do učení na zámečníka v Praze Libni. Od roku 1984 absolvoval dvouletou vojenskou službu v Československé lidové armádě. Byl také tramp a často chodil do lesa. Po havárii reaktoru v Černobylu v roce 1988 se dobrovolně přihlásil do práce na stavbě obchvatu ropovodu a plynu poblíž Černobylu, 50 km od místa nehody. V roce 1989 se oženil a odešel do Německa. V následujících letech Bittner často pendloval mezi Německem a Českem.
Kromě umělecké tvorby se Karel Bittner angažoval také v hnutí „No war“. Mimo jiné napsal pro kapelu Divokej Bill text k písni „Bagdad“, proti válce v Iráku. Stále více se angažoval v ochraně životního prostředí (nejprve se jednalo o holoseč v Kralicině v roce 2006) navrhováním triček, samolepek, plakátů a bannerů, a také pořádáním četných demonstrací. Za zmínku stojí demonstrace za Klánovický les 6. září 2007 před budovou magistrátu na Mariánském náměstí, které se zúčastnilo 500 lidí. Mobilizací stovek obyvatel se podařilo zachránit plochu cca 8 hektarů lesa v Praze Klánovicích před vyklízením pro golfový klub. 
Karel Bittner studoval také buddhistické texty z mahájánového buddhismu. Meditace po vzoru Buddhy byla jednou z jeho hlavních činností. Měl také osobní kontakt s českým buddhistickým mnichem Dhammadipou.

## Továrna

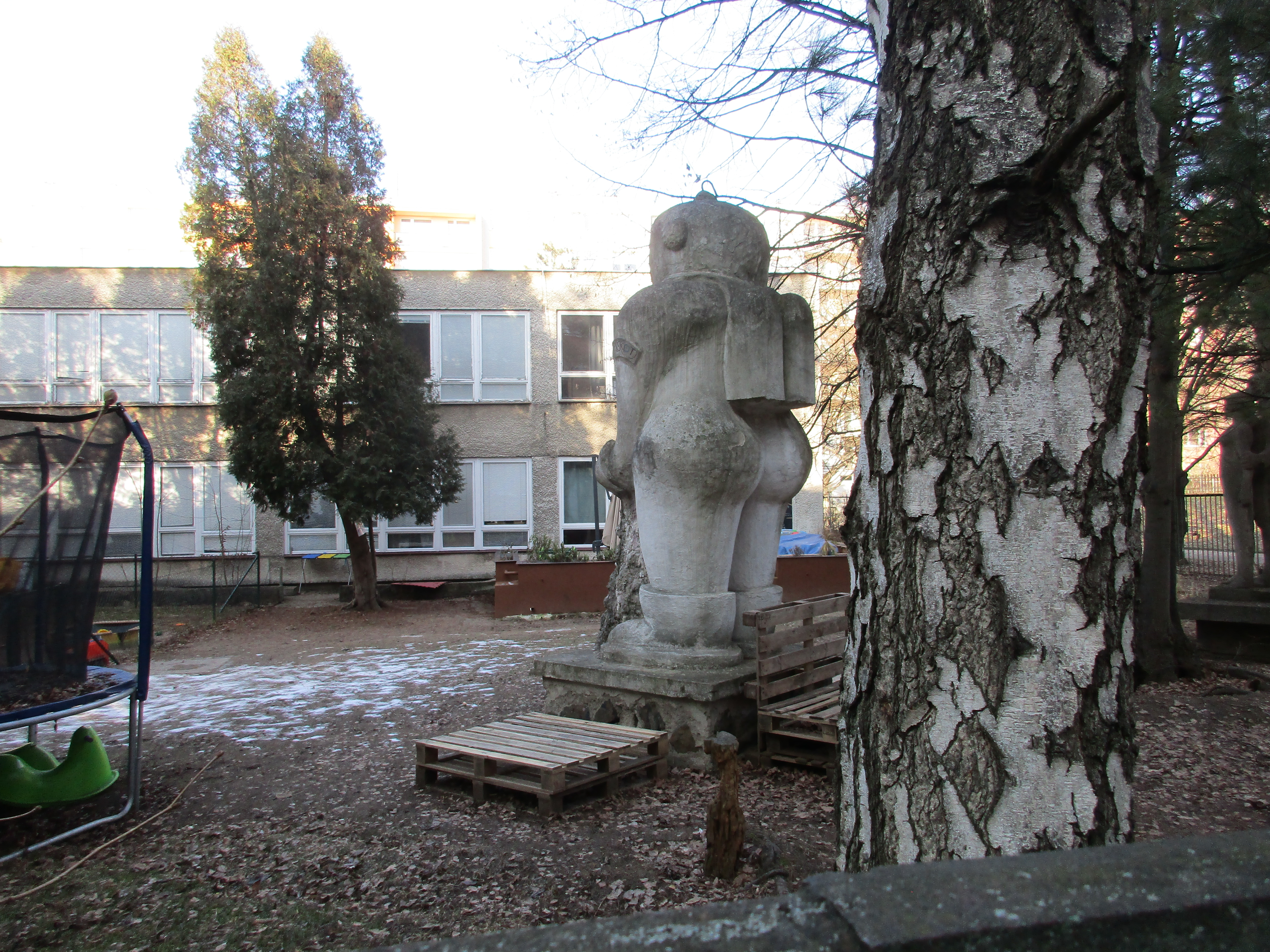
Socha mimozemšťana z roku 2000 (Petr Gilbert, Karel Bittner)

Bittner začal pracovat na plný úvazek jako kovář a keramik  v 90. letech. Prodával i na trzích. Během intenzivní tvůrčí fáze vytvořil řadu svých draků z keramiky, z nichž všichni jsou unikátní (bez použití formy). Své dovednosti si rozšířil navštěvováním pražské umělecké školy, kde se jako hostující student učil především výrobě forem a sochařství.
V roce 1998 se vrátil do Německa. Žil v Halle a Drážďanech a prováděl různé zakázkové práce. V roce 2000 vytvořil Bittner sochu Matky kosmu s Petrem Gilbertem, dnes známým jako Socha Mimozemšťan v Praze-Střížkově. Následovaly menší výstavy v kulturním centru jeho rodného města Úvaly většinou ve formě společných projektů s dalšími umělci. Ve fotografiích a abstrakcích v černobílém provedení šlo většinou o ochranu přírody.
V roce 2006 začal pracovat s procesem odlévání bronzu a experimentoval s různými kovy a formami. Ve své nejkreativnější fázi od roku 2008 do roku 2013 vytvořil četné drobné sochy z mosazi, bronzu, cínu a stříbra, vytvořil dvě kopie „disků z Nebry“ (včetně umělých stop koroze ) a několik abstraktních uměleckých předmětů s motivy hvězd.
Hodně pracoval také se zlacením a obkreslováním petroglyfů a navrhl nespočet vlastních motivů a postav. Několikrát se setkal s Erichem von Dänikenem. Protože od roku 2004 dočasně žil v Drážďanech, několikrát spolupracoval s tamními umělci. Mnoho z jeho děl bylo buď na zakázku, nebo je ihned po dokončení prodal. Srdce bylo jedním z jeho hlavních motivů, jako symbol lásky, přátelství a ochrany. Byl to věřící člověk a vyjádřil to ve svých dílech.

## Výstavy
- 2001: Společná výstava s Petrem Gilbertem a Danou Adamovou; MDDM Uvaly
- 2005: Tak trochu úlet, 25. října 2005, MDDM Uvaly [9]
- 2014: Samostatná výstava, 13. dubna 2014; U802, Úvaly
- 2014: Karel Bittner, Anja Sei a Franziska Semtner; Skupinová výstava, Die Galerie, Drážďany, 3. listopadu 2014 – 10. ledna 2015

## Díla (výběr)
- 2012: Petroglyfy, tužka na papíře na kartonu, 13.5 × 5.7 cm, OV, Úvaly
- 2013: The Tassili Gods / Tassili modla, rytá mosazná deska, soukromá sbírka, Drážďany

## Různé
- Samostatná kapitola byla věnována Karlu Bittnerovi v knize Petra Gilberta Kódl a Matka kosmu (s. 32–38)
- V knize Lásko od kanadské autorky Catherine Cooperové vystupuje jako fiktivní postava Otto